# Thierry Ier de Montbéliard
Pour les articles homonymes, voir Thierry Ier, Thierry II et Thierry.
 (juillet 2024).
Si vous disposez d'ouvrages ou d'articles de référence ou si vous connaissez des sites web de qualité traitant du thème abordé ici, merci de compléter l'article en donnant les références utiles à sa vérifiabilité et en les liant à la section « Notes et références ».
Thierry de Montbéliard, né vers 1045 et mort le 2 janvier 1103, fut un comte de Montbéliard, d'Altkirch et de Ferrette (Thierry Ier) de 1076 à 1103, un comte de Bar et un seigneur de Mousson (Thierry II) de 1076 à 1103 et un comte de Verdun de 1096 à 1103. 

## Biographie
Il est le fils de Louis de Scarpone, comte de Montbéliard, d'Altkirch et de Ferrette, et de Sophie, comtesse de Bar et dame de Mousson.
À la mort de son père, il revendique la succession du duché de Lorraine, que son père avait déjà revendiqué. Il est débouté par l'empereur Henri IV. En représailles, il ravage la principauté épiscopale de Metz, mais il est vaincu par Adalbéron III de Metz, évêque de Metz, et le duc de Lorraine Thierry II. Réconcilié avec l'Église, il fonde une abbaye bénédictine à Walbourg (Église Sainte-Walburge de Walbourg) en 1074 et fait rebâtir l'église de Montbéliard en 1080. Il ne participe ni au concile de Clermont en 1095, ni aux croisades, mais y envoie son fils Louis qui s'y engage.
Après 1096, Richer l'évêque de Verdun lui donne le comté à titre viager, mais les rapports entre les pouvoirs temporel et spirituel sont mouvementés.

## Mariage et descendance
Il épouse en 1065 Ermentrude de Bourgogne (née en 1055 et décédée en 1105), fille de Guillaume Ier, comte de Bourgogne, et d'Étiennette, et a :
- Thierry II (1081 † 1163), comte de Montbéliard ;
- Louis, qui partit en croisade, revint en 1102 et fut assassiné en 1103 ;
- Frédéric Ier († 1160), comte de Ferrette et d'Altkirch ;
- Renaud Ier (1090 † 1150), comte de Bar et seigneur de Mousson ;
- Étienne († 1162), évêque de Metz ;
- Guillaume, mort avant 1105 ;
- Hugues, cité en 1105, probablement religieux, car il ne bénéficia pas du partage des possessions de son père ;
- Gunthilde († 1331), abbesse de Biblisheim ;
- Agnès (1082/1087 à Bar-le-Duc † 1176), comtesse de Langenstein ou Langstein (Pierre-percée depuis) et de Salm.

Ses descendants forment un groupe héraldique de dix lignages qui ont deux poissons adossés dans leurs armes au XIIIe siècle.